# Caihua

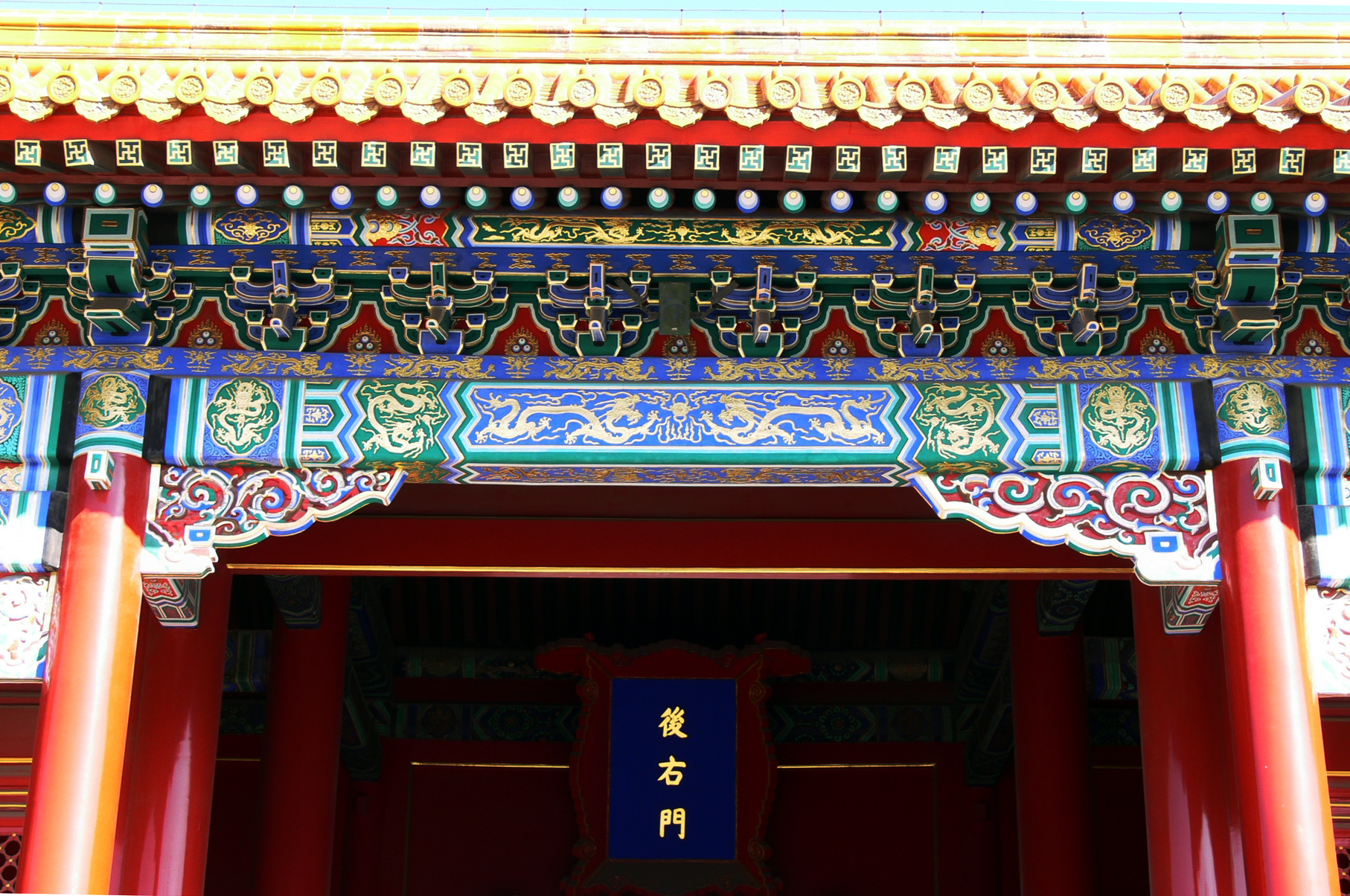
Desenho decorativo em estilo hexagonal no portão do Palácio Imperial da Cidade Proibida

Caihua (em chinês: 彩畫; romaniz.: cǎihuà), ou "pintura colorida", é a pintura decorativa tradicional chinesa ou policromia usada na arquitetura e uma das características mais notáveis e importantes da arquitetura histórica chinesa. Ele desempenhou um papel artístico e prático significativo no desenvolvimento da arquitetura do Leste Asiático, pois o Caihua servia não apenas para decoração, mas também para proteção da arquitetura predominantemente de madeira contra vários elementos sazonais e escondia as imperfeições da própria madeira. O uso de cores ou pinturas diferentes estaria de acordo com as funções específicas do edifício e os costumes regionais locais, bem como com períodos históricos. A escolha das cores e da simbologia baseia-se nas filosofias tradicionais chinesas dos Cinco Elementos e outros princípios ritualísticos. O Caihua é frequentemente separado em estruturas de três camadas: camada de madeira ou laca, camada de gesso e camada de pigmento.[carece de fontes?]

## História
As origens de Caihua podem ser rastreadas até a dinastia Chou, como Zuo Zhuan e Guliang Zhuan detalharam:
| “ | o duque pintou de vermelho os pilares do templo do duque Huan. Segundo a regra, o rei e a realeza vestem preto e branco, a nobreza veste branco e os camponeses vestem amarelo. Os pilares vermelhos são contra a etiqueta. | ” |

Os Ritos de Zhou registram de forma semelhante um uso ritualístico de motivos e cores, com base no valor simbólico correspondente de cada aspecto.